# Shogo Iike
Shogo Iike (伊池 翔吾 Iike Shogo?), född 15 mars 1988 i Kanagawa prefektur, är en japansk fotbollsspelare.
Iike började sin karriär 2010 i Sagawa Printing. 2013 flyttade han till YSCC Yokohama. Han avslutade karriären 2014.